# Roger Moore
Sir Roger George Moore (ur. 14 października 1927 w Londynie, zm. 23 maja 2017 w Crans-Montana) – brytyjski aktor, producent filmowy, reżyser, scenarzysta i autor książek.
Zagrał w ponad 70 produkcjach filmowych i serialowych. Znany przede wszystkim z ról Simona Templara w serialu Święty (1962–1969), lorda Bretta Sinclaira w serialu Partnerzy (1971–1972) i Jamesa Bonda (w latach 1973–1985) w siedmiu filmach o przygodach agenta 007.
Był ambasadorem dobrej woli UNICEF. Za działalność charytatywną otrzymał wysokiej rangi odznaczenia brytyjskie – Order Imperium Brytyjskiego: w 1999 w stopniu Commander of the British Empire (CBE) i w 2003 w stopniu Knight Commander of the British Empire (KBE).

## Życiorys

### Rodzina i edukacja
Urodził się tuż po północy 14 października 1927 w szpitalu położniczym Jeffreys Road Stockwell w południowym Londynie. Był jedynym dzieckiem policyjnego kreślarza George’a Alfreda Moore’a (1904–1997) i Lillian z domu Pope (1904–1985), która po narodzinach syna porzuciła pracę kasjerki w restauracji „Hill’s” i została gospodynią domową. Dorastał w mieszkaniu przy Albert Square, wakacje często spędzał u dziadka ze strony matki, Williama George’a Pope’a, w Cliftonville na wybrzeżu Kentu. Był człowiekiem słabego zdrowia – jako dziecko m.in. chorował na świnkę, ostre zapalenie gardła (wówczas przeszedł operację usunięcia migdałków) i obustronne oskrzelowe zapalenie płuc oraz zakaził się liszajcem, jako nastolatek zachorował na żółtaczkę i ostre zapalenie wyrostka robaczkowego.
Przez rok chodził do szkółki niedzielnej. Uczęszczał do szkoły podstawowej Hackford Road w Londynie, a następnie do stołecznego gimnazjum Battersea Grammar School. Po wybuchu II wojny światowej kilkukrotnie zmieniał miejsce zamieszkania, aż w końcu wrócił do domu przy Albert Square. Uczył się w gimnazjum w Amersham, w hrabstwie Buckinghamshire, oraz w szkole Vauxhall Central w gminie London Borough of Lambeth. Zdał egzaminy do Królewskiego Towarzystwa Nauk. Studiował na College of the Venerable Bede w Durham University, którego jednak nie ukończył.
Zafascynowany występami ojca w teatrze amatorskim zainteresował się aktorstwem. W młodości często uczęszczał do kina. Kiedy miał 15 lat, został animatorem praktykantem w firmie Publicity Picture Productions. Karierę aktorską zaczął od pracy w charakterze statysty, przy czym zadebiutował na ekranie jako legionista w filmie kostiumowym Gabriela Pascala Cesar i Kleopatra (1945). Na planie filmu został dostrzeżony przez reżysera Briana Desmonda Hursta, za którego namową rozpoczął studia w Królewskiej Akademii Sztuki Dramatycznej. Studiował na roku m.in. z Lois Maxwell, która w późniejszych latach zagrała z nim w filmach o Jamesie Bondzie. Studia przerwał po pierwszym roku.
Kiedy miał 18 lat, został powołany do służby wojskowej – otrzymał numer służbowy 372394 i służył w Królewskim Korpusie Służby Pomocniczej (ang. Royal Army Service Corps). Po uzyskaniu patentu oficerskiego dowodził bazą zaopatrzeniową w Szlezwiku-Holsztynie i był szefem służby magazynowej w bazie zaopatrzeniowej w Neumünster. Później przez krótki czas działał w Brygadzie Szkoleniowej w Lippstadt w Nadrenii Północnej-Westfalli, po czym został przeniesiony do Sekcji Rozrywki Połączonych Służb (ang. Combined Services Entertainment Unit), z którą występował na terenach Niemiec, Austrii i Włoch. Pod koniec 1947 zakończył trzyletnią służbę wojskową ze stopnia p.o. kapitana.

### Kariera zawodowa
Jeszcze przed zdaniem egzaminów do Królewskiej Akademii Sztuki Dramatycznej wystąpił jako statysta w filmach: Perfect Strangers (1945) Alexandra Kordy oraz Gaiety George (1946) George’a Kinga i Leontine Sagan. W trakcie studiów występował w Arts Theatre Club w spektaklach: Kredowe koło i Słomkowy kapelusz. Był także aktorem Arts Theatre w Cambridge. Wziął udział w zdjęciach próbnych do roli Michaela Reynoldsa, partnera Emmeline Foster (Jean Simmons), głównej bohaterki filmu przygodowego Franka Laundera Błękitna laguna (The Blue Lagoon, 1949), jednak rolę ostatecznie powierzono Donaldowi Houstonowi. Dostał angaż do repertuarowego Intimate Theatre w Palmers Green, w którym zadebiutował rolą w sztuce Łatwa cnota. Zagrał epizodyczną rolę w muzycznej komedii Briana Desmonda Hursta Trottie True (1949) i komedii Charlesa Saundersa One Wild Oat (1951). Pod koniec lat 40. wystąpił także w sztuce Guwernantka Patricka Hamiltona realizowanej dla BBC, dla której pracował także jako inspicjent przy produkcji programu rewiowego. Poza tym grał w Q Theatre w Kew, Lyric Theatre przy Shaftesbury Avenue i Coliseum Theatre przy St Martin’s Lane. Jako fotomodel wziął udział m.in. w sesjach zdjęciowych do kobiecych czasopism.
W 1953 przeniósł się do Hollywood, gdzie zaczął karierę od występu w dwóch odcinkach programu Robert Montgomery Presents w NBC. Grał także w spektaklach teatru telewizji Matinée Theatre, wystąpił w kilku słuchowiskach radiowych oraz uczestniczył w wielu castingach do realizacji telewizyjnych. Po miesiącach niepowodzeń powrócił do Anglii, gdzie zagrał w spektaklu Zdobywam zamek (I Capture the Castle) wystawianym na West Endzie. W 1954 wrócił do Hollywood i podpisał siedmioletni kontrakt z studiem filmowym MGM. Jego hollywoodzkim debiutem był występ w melodramacie Richarda Brooksa Kiedy po raz ostatni widziałem Paryż (The Last Time I Saw Paris, 1954). Następnie wcielił się w Paula, młodszego brata sopranistki Marjorie Lawrence w dramacie Curtisa Bernhardta Interrupted Melody (1955) z Eleanor Parker, a później rozbójnika Jacka w filmie przygodowym Roberta Z. Leonarda Królewski złodziej (The King’s Thief, 1955) u boku Edmunda Purdoma i księcia Henryka w dramacie historycznym Davida Millera Diane (1956), w którym partnerował Lanie Turner. Po komercyjnej porażce ostatniego z filmów studio MGM rozwiązało kontrakt z Moore’em. Zagrał Billy’ego w telewizyjnej wersji spektaklu Noëla Cowarda To szczęśliwe plemię (This Happy Breed), po czym wystąpił w kilku sztukach Teatru Telewizji Goodyear. Po powrocie do Anglii został obsadzony w sztuce Richarda Buckle’a The Family Tree (reż. Noël Coward) w Connaught Theatre w Worthing. Następnie zagrał tytułowego bohatera serialu Ivanhoe (1958–1959) oraz wystąpił w pojedynczych odcinkach amerykańskich seriali: Trzeci człowiek i Avon Emeralds (z serii Alfred Hitchcock przedstawia). 

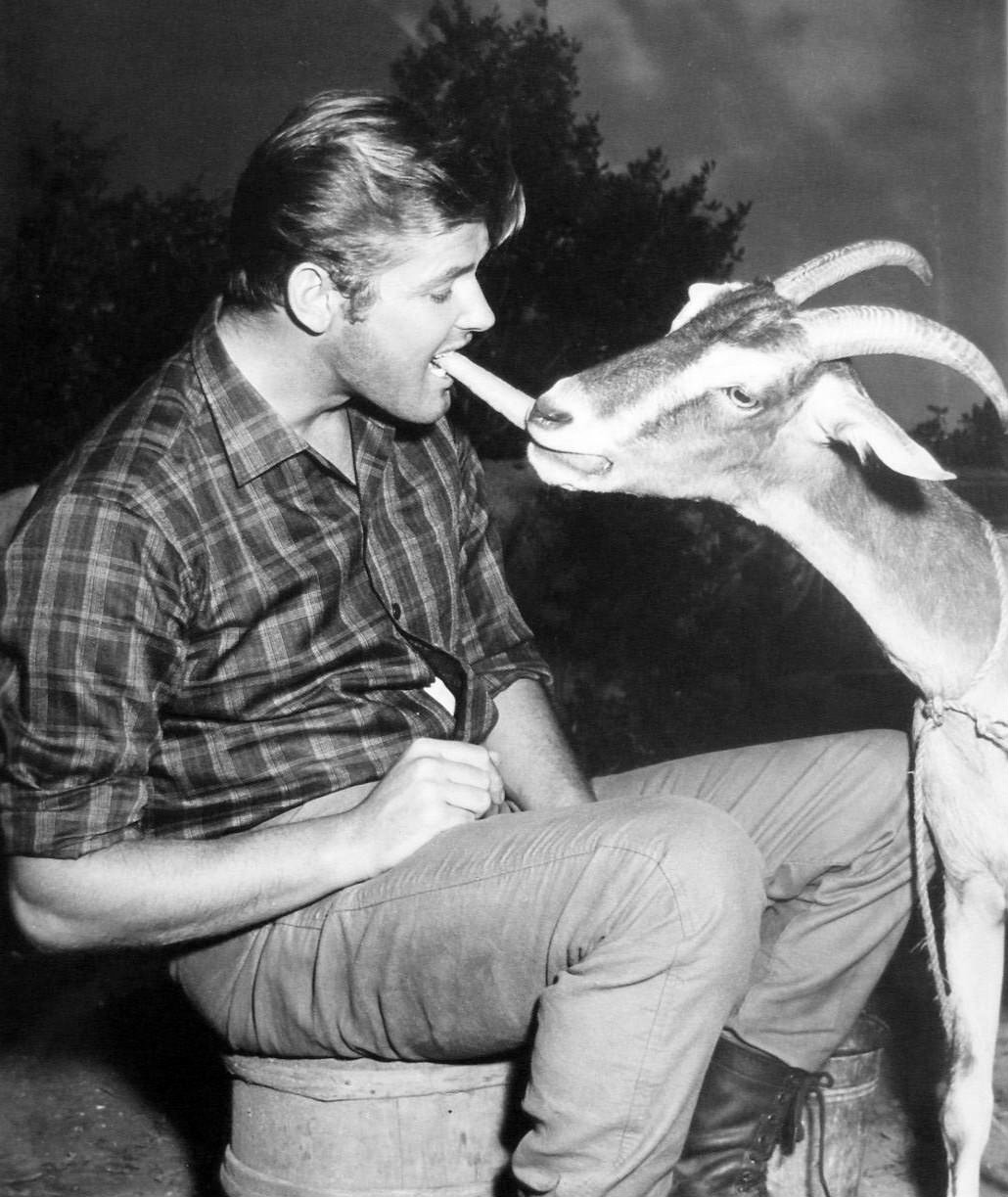
Moore na planie serialu The Alaskans (1959)

W 1958 podpisał kontrakt z amerykańską wytwórnią Warner Bros., w której zadebiutował rolą siostrzeńca księcia Wellingtona w filmie Irvinga Rappera The Miracle (1959). Następnie zagrał drugoplanowe role: Silky’ego Harrisa w serialu The Alaskans (1959–1960) i Beau Mavericka w czwartym sezonie serialu Maverick (1960–1961) oraz Paula Wiltona w filmie Gordona Douglasa Grzechy Rachel Cade (The Sins of Rachel Cade, 1961). Zagrał jedną z głównych ról, trapera Shauna Garretta, w westernie Gordona Douglasa Złoto siedmiu świętych (Gold of the Seven Saints, 1961) z Clintem Walkerem. Rozczarowany brakiem atrakcyjnych ról filmowych, zerwał kontrakt z Warner Bros, po czym wyjechał do Rzymu, gdzie wcielił się w postać Romulusa w komedii Richarda Pottiera Porwanie Sabinek (Il ratto delle Sabine, 1961). Następnie zagrał Enzo Pratiefo w filmie Fabrizio Taglioniego Ziemia niczyja (No Man’s Land, 1962).

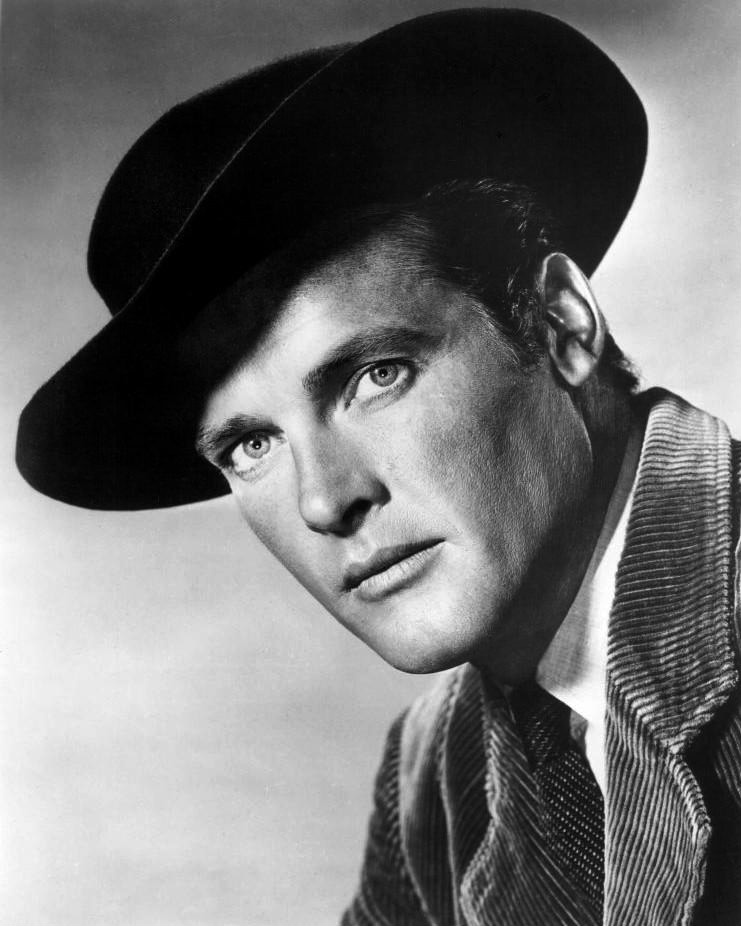
Moore jako Beau Maverick w serialu Maverick (1960)

Po powrocie do Wielkiej Brytanii został obsadzony w roli Simona Templara w brytyjskim serialu telewizyjnym Święty (1962–1969). Tytułowa rola szlachetnego detektywa, który działa poza prawem na rzecz sprawiedliwości, zapewniła mu status międzynarodowej sławy. Przez siedem lat zagrał we wszystkich 118 odcinkach serialu, które zostały podzielone na sześć sezonów, przy czym sam wyreżyserował kilka odcinków, a od czwartej serii był także iego współproducentem (z ramienia firmy producenckiej TRI Ltd). Po zakończeniu produkcji Świętego nakręcił dodatkowe dwa dwuczęściowe odcinki serialu: Święty – twórcy fikcji i Święty kontra mafia, które poza Wielką Brytanią były emitowane jako pełnometrażowe filmy kinowe.

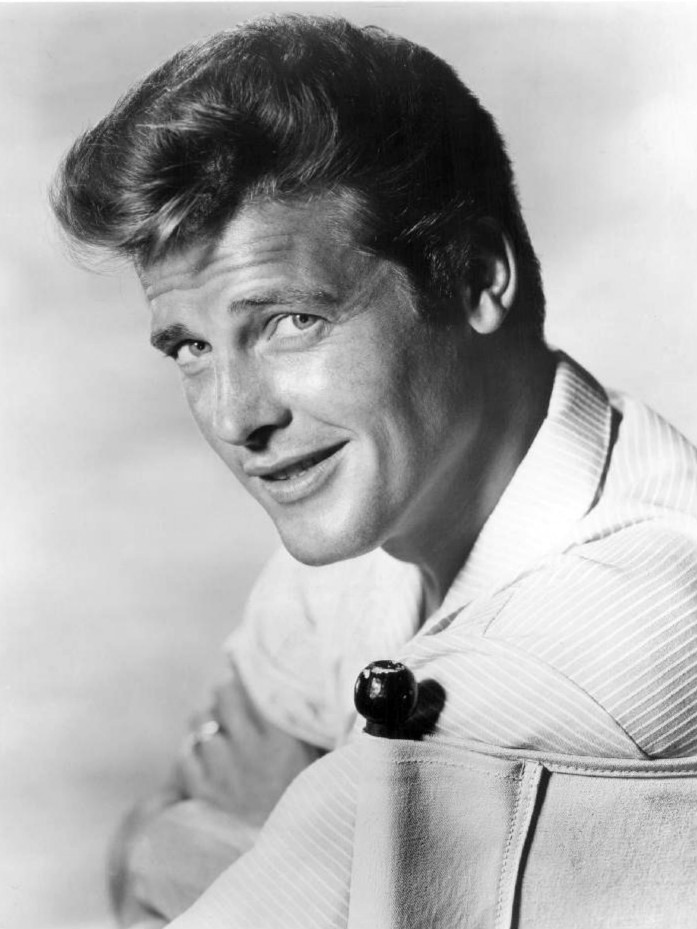
Moore (ok. 1960)

W latach 1968–1972 zasiadał w radzie nadzorczej firmy włókienniczej Pearson & Fosters. Po podpisaniu kontraktu z wytwórnią United Artists wystąpił w filmie Alvina Rakoffa  Crossplot (1969), który jednak nie osiągnął sukcesu komercyjnego. Równie słabo przyjęty został kolejny film z Moore’em w tytułowej roli – niskobudżetowy thriller psychologiczny Basila Deardena Człowiek, który prześladował samego siebie (The Man Who Haunted Himself, 1970), w którym aktor zagrał Harola Pelhama i jego ducha, wyzwolonego po wprowadzeniu mężczyzny w stan śmierci klinicznej. Następnie zagrał lorda Bretta Sinclaira, jednego z tytułowych bohaterów brytyjskiego serialu komediowo-przygodowego Partnerzy/Detektywi z wyższych sfer (The Persuaders!, 1971), a także wyreżyserował kilka odcinków tej produkcji. Jeszcze przed rozpoczęciem zdjęć do Partnerów został szefem wytwórni filmowej Brut Films (założonej przez Lew Grade’a), a pierwszym filmem, który w niej zrealizował, była kasowa i doceniona przez krytyków komedia romantyczna Miłość w godzinach nadliczbowych (A Touch of Class, 1973). W 1973 ogłosił laureata Oscara dla najlepszego aktora pierwszoplanowego na 45. ceremonii wręczenia Oscarów.
Po zakończeniu produkcji Partnerów przyjął propozycję zagrania Jamesa Bonda w serii filmów o agencje 007. Warunkiem, który stawiał przed podpisaniem kolejnych umów z producentami, było dostarczanie w czasie realizacji produkcji nieograniczonej ilości kubańskich cygar „Montecristo” (w czasie kręcenia jednego z filmów o agencie 007 koszt realizacji tej części umowy wyniósł ponad 3 tys. funtów). Jako James Bond wystąpił w filmach: Żyj i pozwól umrzeć (1973), Człowiek ze złotym pistoletem (1974), Szpieg, który mnie kochał (1977), Moonraker (1979), Tylko dla twoich oczu (1981), Ośmiorniczka (1983) i Zabójczy widok (1985). Wystąpił w największej liczbie filmów w roli Bonda – siedmiu i był najstarszym aktorem grającym agenta 007 – swoją ostatnią część nakręcił w wieku 57 lat. Na premierze Zabójczego widoku, która odbyła się 22 maja 1985 w San Francisco, powiedział: „Cieszę się, że mogłem zagrać w siedmiu Bondach, co zabrało mi 14 lat życia. Dla mnie to był dobry czas, znalazłem wielu przyjaciół”. Po premierze filmu jedna z brytyjskich gazet zamieściła rysunek, na którym „Q” przedstawia Bondowi nowy model wózka inwalidzkiego. W 2004 Akademia Filmowa uznała go za najlepszego odtwórcę roli Jamesa Bonda. W Polskiej Rzeczypospolitej Ludowej zapisy cenzury uniemożliwiały dostęp do filmów z serii James Bond i sprawiły, że postać Moore’a nie miała notatek w publikowanych antologiach.

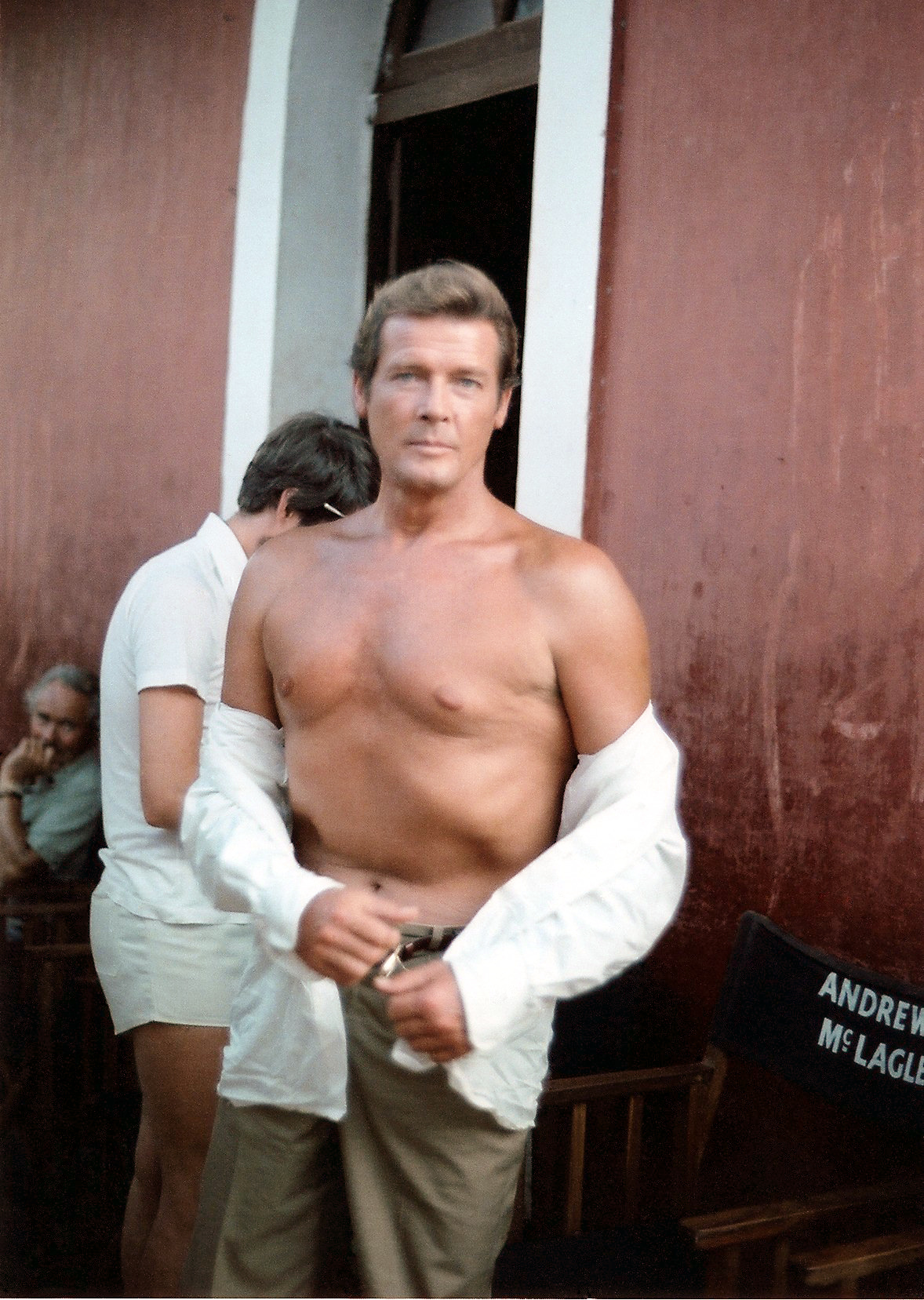
Moore (1979)

Podczas kręcenia serii filmów o Jamesie Bondzie wystąpił także w 13 innych filmach, z czego trzy – Złoto (Gold, 1974) i Krzyknąć diabłu w twarz (Shout at the Devil, 1976) Petera R. Hunta oraz Dzikie gęsi (The Wild Geese, 1978) Andrew V. McLaglena – były kręcone w Południowej Afryce, za co Moore był krytykowany przez przeciwników apartheidu. Poza wymienionymi, zagrał także w filmach: Łut szczęścia (That Lucky Touch, 1975) Christophera Milesa, Gli esecutori (1976) Maurizio Lucidiego, Sherlock Holmes w Nowym Jorku (Sherlock Holmes in New York, 1976) Borisa Sagala, Akcja na Morzu Północnym (North Sea Hijack, 1980) i Wilki morskie (The Sea Wolves, 1980) Andrew V. McLaglena, Niedzielni kochankowie (Sunday Lovers, 1980) i Prawdziwa twarz (The Naked Face, 1984) Bryana Forbesa i Wyścig armatniej kuli (The Cannonball Run, 1981) Hala Needhama oraz wcielił się w postać inspektora Jacquesa Clouseau w Klątwie Różowej Pantery (Curse of the Pink Panther, 1983). Ponadto przyjął od producenta Johna Woolfa zaproszenie do zagrania głównej roli w filmie Dzień Szakala (1973), jednak na kandydaturę Moore’a nie zgodził się reżyser Fred Zinnemann. Oprócz tego odrzucił propozycję zagrania jednej z głównych ról w filmie Richarda Attenborough O jeden most za daleko (1977) ze względu na udział w  bondowskim Szpiegu, który mnie kochał.
W 1980 na 37. ceremonii wręczenia Złotych Globów otrzymał Nagrodę Henrietty w kategorii Światowy ulubieniec filmu wśród mężczyzn. W tym samym roku wystąpił w charakterze gościa honorowego w 524. odcinku programu familijnego Muppet Show. W 1982 ogłosił laureata Nagrody im. Irvinga G. Thalberga na 54. ceremonii wręczenia Oscarów. Po występie w programie telewizyjnym The Dame Edna Show, w którym m.in. wystąpił w taneczno-wokalnym pokazie w duecie z sir Lesem Pattersonem, przyjął od Andrew Lloyda Webbera propozycję występu w musicalu Aspects of Love (reż. Trevor Nunn) na West Endzie, jednak – na prośbę Webbera – zrezygnował z występów tuż przed premierą. W 1987 był gospodarzem dokumentalnego filmu Happy Anniversary 007: 25 Years of James Bond, który został nakręcony dla uczczenia 25. rocznicy filmowej serii o agencie 007.

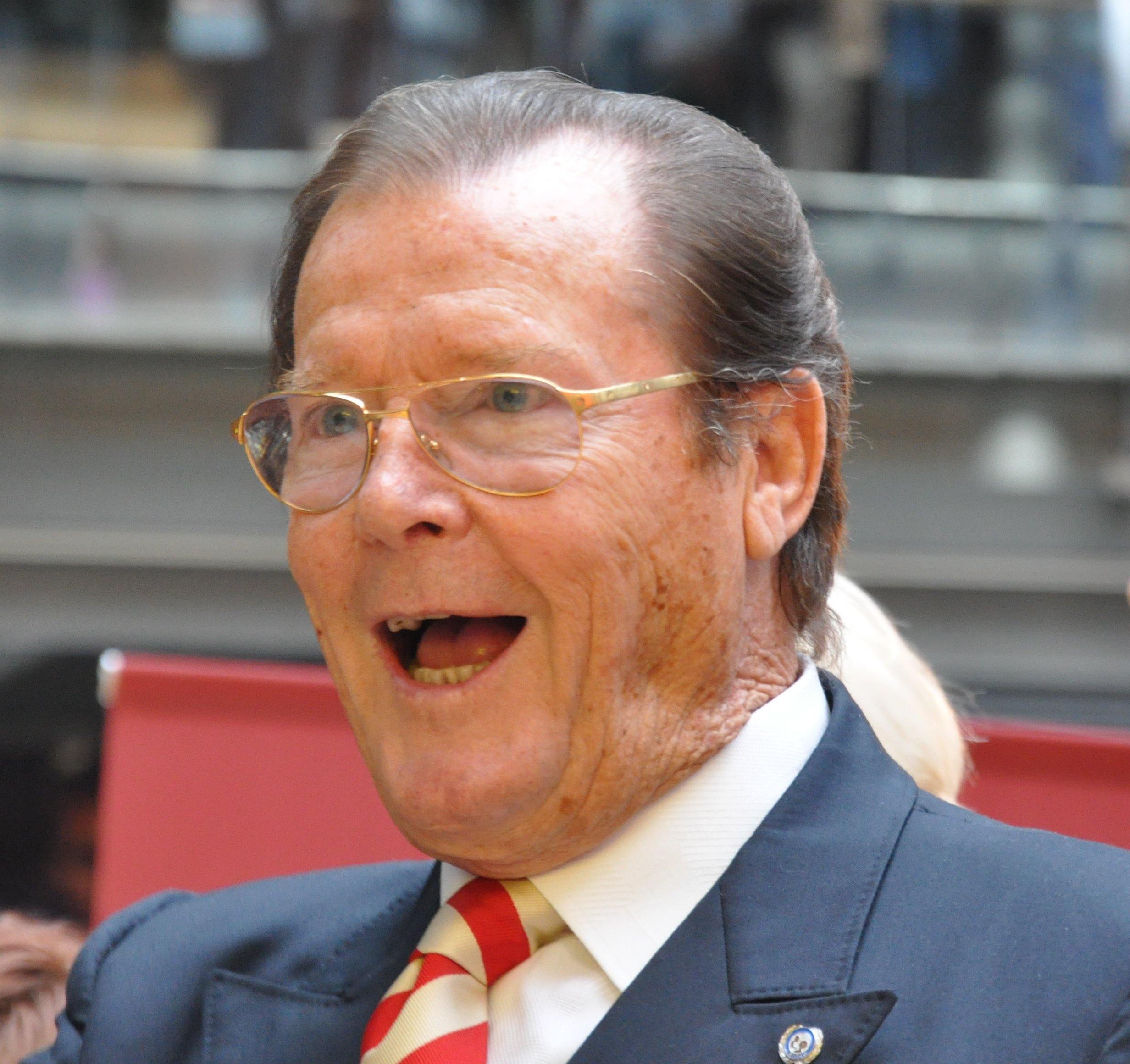
Moore (2009)

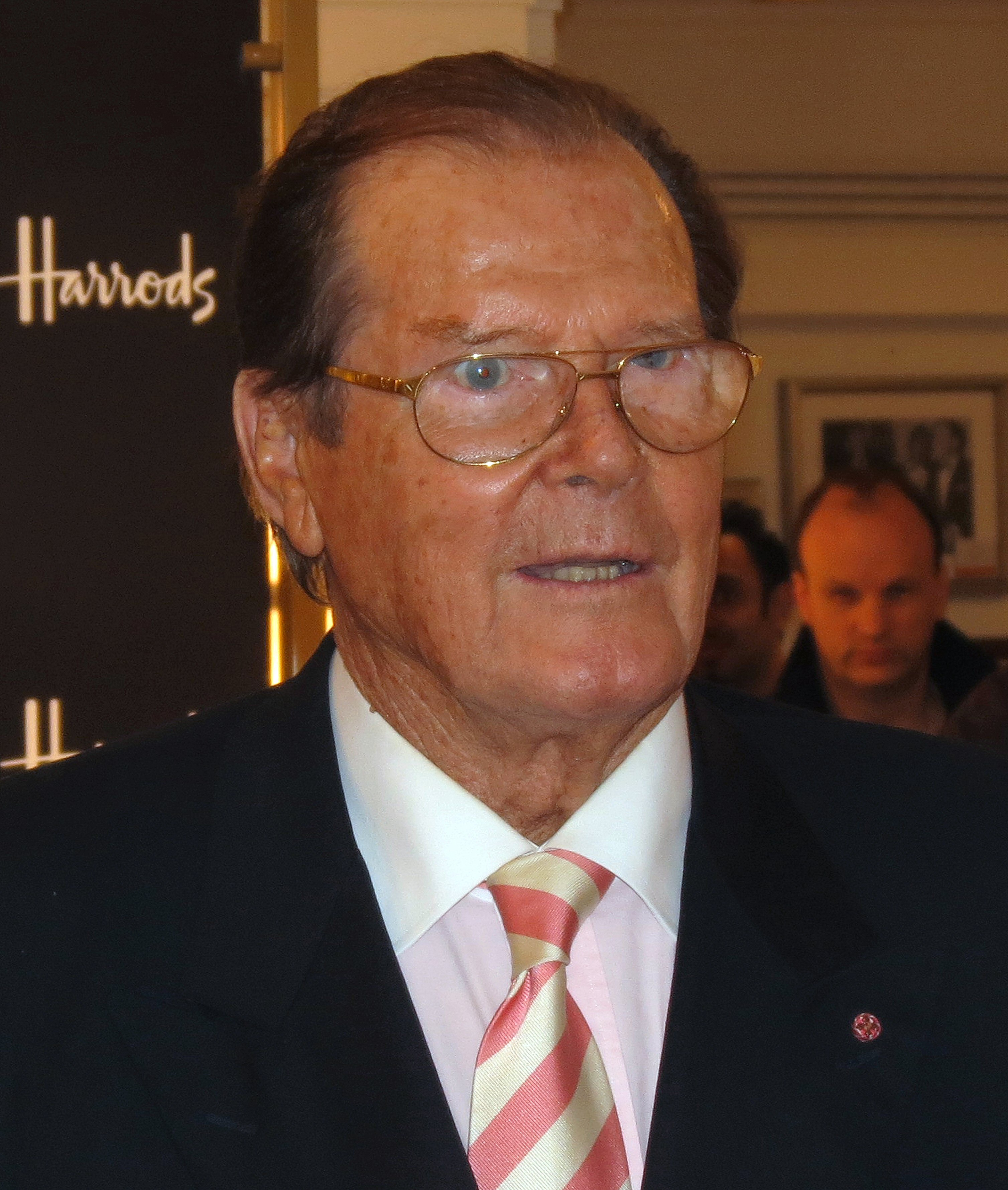
Moore (2012)

W latach 90. powrócił do występów w filmach kinowych, zagrał m.in. główną rolę w niemieckim filmie sportowym Willy’ego Bognera jr. Feuer, Eis & Dynamit (1990), podwójną rolę – Geralda Bradleya-Smitha i Sir Johna Bavistocka – w komedii Michaela Winnera Strzał w dziesiątkę (Bullseye!, 1990), Adama w dramacie komediowym Roberta Ellisa Millera Śniadanie do łóżka (Bed & Breakfast, 1991), pisarza Thomasa Grace’a i wymyślonego przez niego inspektora policji Fulbrighta w filmie akcji Billa Condona Człowiek, który nie chciał umrzeć (The Man Who Wouldn’t Die, 1995), lorda Edgara Dobbsa w filmie przygodowym Jean-Claude Van Damme’a The Quest (1996), szefa w komedii muzycznej Boba Spiersa Spice World (1997) o kulisach pracy zespołu Spice Girls, spikera radiowego w filmie sensacyjnym Phillipa Noyce’a Święty (The Saint, 1997), Roberta Ogilve’a w thrillerze Toma Kinninmonta Wróg (The Enemy, 2001), Lloyda Favershama w komedii Morta Nathana Statek miłości (Boat Trip, 2002). Wystąpił w wybranych odcinkach dokumentalnych programów telewizyjnych Davida i Laury McKenziech, takich jak m.in. Tajne akta KGB (The Secret KGB Files, Śladami Świętej Rodziny (In the Footsteps of the Holy Family) czy Światowe nagrody magii (The World Magic Awards). Zagrał Edwarda Poole’a w jednym z odcinków serialu Agentka o stu twarzach (2002).
Na scenę powrócił występami w spektaklu Seana Foleya Sztuka, co ją napisałem (reż. Kenneth Branagh), który był wystawiany m.in. na West Endzie i Broadwayu. Użyczył głosu Irontailowi w filmie animowanym Marka Gravasa Here Comes Peter Cottontail (2005) i szefa tajnej służby w filmie animowanym Agent Crush (2008). W telewizyjnym filmiku Sport at Heart, reklamującym Letnie Igrzyska Olimpijskie 2012, ponownie wcielił się w postać Jamesa Bonda.

### Działalność humanitarna
Udzielał się charytatywnie. Będąc pod wrażeniem humanitarnej pracy swojej przyjaciółki, aktorki Audrey Hepburn, zaangażował się w akcje charytatywne pod patronatem UNICEFu, a w 1991 został ambasadorem dobrej woli UNICEF-u. Użyczył głosu postaci Świętego Mikołaja w krótkim filmie animowanym Mucha, która mnie kochała (The Fly Who Loved Me, 2004) zrealizowanym w celu wsparcia UNICEF-u.
Wsparł kampanię organizacji charytatywnej Syncope Trust And Reflex Anoxic Seizures na rzecz prawidłowego rozpoznawania omdleń.
Walczył o humanitarny chów zwierząt. Zaangażował się w walkę przeciwko produkcji i sprzedaży pasztetu strasburskiego (zdaniem obrońców praw zwierząt przymusowy tucz drobiu jest niehumanitarny). Wziął udział w nagraniu wideo dla PETA, w którym był narratorem. Pod jego wpływem domy towarowe Selfridges zgodziły się usunąć pasztet strasburski ze swoich półek.

## Życie prywatne

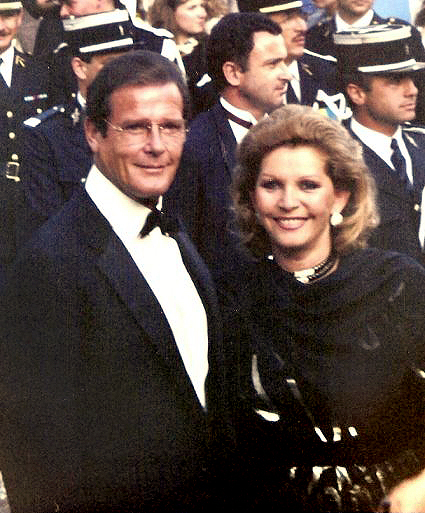
Moore i Luisa Mattioli (1989)

9 grudnia 1946 ożenił się z Doorn van Steyn, którą poznał podczas studiów w Królewskiej Akademii Sztuk Dramatycznych i która z poprzedniego związku miała syna, Shauna. W maju 1953 rozwiódł się z żoną. W lipcu tego samego roku poślubił starszą o 12 lat śpiewaczkę Dorothy Squires. W 1961 podczas kręcenia filmu Porwanie Sabinek we Włoszech nawiązał romans z Luisą Mattioli (1936-2021). Żył z nią w konkubinacie do 1969, kiedy to Squires wyraziła zgodę na rozwód (ten został sfinalizowany pod koniec 1968). Moore ożenił się z Mattioli 11 kwietnia 1969. Miał z nią córkę Deborah oraz dwóch synów, Geoffreya i Christiana; córka została aktorką, starszy syn – producentem filmowym, a wcześniej przedsiębiorcą, aktorem i piosenkarzem, zaś młodszy syn — agentem nieruchomości. W 1993 Moore zakończył związek z Mattioli, a w 2002 ożenił się z Kristiną Tholstrup, która ma dwoje dzieci: Hansa-Christiana i Christinę.
Po sukcesie serialu Święty zamieszkał w Royal Tunbridge Wells (Kent), później przeniósł się do Surrey, a następnie do Hollywood. W latach 60. mieszkał przy Gordon Avenue w Stanmore w hrabstwie Middlesex, a w latach 70. – w rezydencji Sherwood House w Denham w hrabstwie Buckinghamshire. Podczas kręcenia filmu Szpieg, który mnie kochał Curd Jürgens zaprosił Moore’a, by zamieszkał w jego domu w Gstaad w Szwajcarii. W tym okresie mieszkał także w swoim domu przy Hidden Valley Road w Coldwater Canyon w Los Angeles. Kupił także posiadłość La Toretta w południowej Francji i dom w kurorcie Crans-Montana w Szwajcarii.
Przyjaźnił się z niektórymi członkami duńskiej rodziny królewskiej. 14 maja 2004 uczestniczył w ślubie księcia Friderika i Mary Donaldson, a 24 maja 2008 – w ślubie księcia Joachima Glücksburga i francuskiej księżniczki Marie Cavallier. Przyjaźnił się też ze szwedzkim królem Karolem XVI Gustawem. 1 i 2 lipca 2011 został zaproszony na ślub księcia Alberta II Grimaldiego i Charlene Wittstock.
W 1993 zdiagnozowano u niego raka prostaty, w związku z czym przeszedł operację. W 2003 zasłabł podczas występu w spektaklu Sztuka, co ją napisałem w Nowym Jorku, po czym zainstalowano mu elektrostymulator serca.
Wspierał Partię Konserwatywną. Zaangażował się publicznie podczas wyborów w 2001. W 2011 udzielił poparcia premierowi Davidowi Cameronowi ze względu na jego politykę wobec Unii Europejskiej, natomiast jego krytyków z Partii Konserwatywnej nazwał zdrajcami.

## Odznaczenia, nagrody i wyróżnienia
W 1999 otrzymał Order Imperium Brytyjskiego klasy CBE (komandor). 14 czerwca 2003, w uznaniu za działalność charytatywną, otrzymał klasę KBE (rycerz komandor) tego orderu. Moore powiedział, że ceni sobie to, iż otrzymał go za działalność dla UNICEFu, a nie grę aktorską.
11 października 2007, na trzy dni przed ukończeniem 80. roku życia, otrzymał swoją gwiazdę na Hollywood Walk of Fame za działalność w telewizji i filmie. Gwiazda Moore’a była 2350. przy Hollywood Boulevard 7007.
W 2008 otrzymał od francuskiego rządu Order Sztuki i Literatury, klasy komandora.

### Lista nagród i wyróżnień

#### Za działalność charytatywną
- 1999: Commander Orderu Imperium Brytyjskiego (CBE)
- 2003: Knight Commander Orderu Imperium Brytyjskiego (KBE)
- 2003: Krzyż Zasługi I Klasy Orderu Zasługi RFN[124] (za walkę z handlem dziećmi)
- 2005: UNICEF Snowflake Audrey Hepburn Humanitarian Award
- 2008: Dag Hammarskjöld Award (od ONZ)
- 2012: UNICEF UK Lifetime Achievement Award

#### Za całokształt
- 1990: Bambi (od niemieckiego czasopisma Bunte)
- 1991: Golden Camera (niemiecka TV)
- 1995: Tele Gatto (włoska TV)
- 1997: festiwal filmowy (Palm Springs, Stany Zjednoczone)
- 2001: festiwal filmowy (Jamajka)
- 2002: Monte Carlo TV Festival
- 2004: Telekamera („Tele Tydzień”, Polska)[125]
- 2007: Hollywood Walk of Fame
- 2008: Commandeur Orderu Sztuki i Literatury (Francja)

#### Za grę aktorską
- 1967: Otto (najbardziej popularna gwiazda TV za film „Święty”; od niemieckiego czasopisma Bravo)
- 1967: Ondas Award (hiszpańska TV za film „Święty”)
- 1973: Najlepszy aktor telewizyjny, nagroda od francuskiego czasopisma Tele-7-Jours, wspólnie z Tonym Curtisem za „The Persuaders”
- 1973: Bambi (wraz z Tonym Curtisem za film „The Persuaders”, od niemieckiego czasopisma Bunte)
- 1980: Golden Globe: World Film Favorite-Male
- 1980: Saturn Award (najbardziej popularny międzynarodowy wykonawca)
- 1981: Otto (najbardziej popularna gwiazda filmowa; od niemieckiego czasopisma Bravo)

## Filmografia
- Perfect Strangers (1945) jako żołnierz
- Cezar i Kleopatra (1945) jako rzymski żołnierz
- Gaiety George (1945) epizodyczna rola
- Piccadilly Incident (1946) jako gość zasiadający przy stole Pearsona
- Trotie True (1949)
- One Wild Oat (1951) jako Bit Part
- Robert Montgomery Presents (1953) jako francuski dyplomata
- Kiedy po raz ostatni widziałem Paryż (1954) jako Paul Lane
- Królewski złodziej (1955) jako Jack
- Przerwana melodia (1955) jako Cyril Lawrence
- Diane (1956) jako książę Henryk (późniejszy król Henryk II Walezjusz)
- Ford Star Jubilee (1956) jako Billy Mitchell
- Matenee Theater (1957) Szkot/Randolph Churchill
- Ivanhoe (1958) jako Ivanhoe
- The Third Man (1958) jako Jiommy Simms
- Alfred Hitchcock Presents (1958) inspektor Benson
- Cud (1959) jako kpt. Michael Stuart
- The Alaskans (1959) jako Silky Harris
- Maverick (1959) jako Beau Maverick
- Grzechy Rachel Cade (1961) jako Paul Wilton
- Złoto siedmiu świętych (1961) jako Shawn Garrett
- The Roaring 20s (1961) 14 Karat John
- Romulus i sabinki (1962) jako Romulus
- No Man’s Land (1962) jako Enzo Prati
- Święty (1962–1969; serial TV) jako Simon Templar
- Crossplot (1969) Gary Fenn
- The Man Who Haunted Himself (1970) Harold Pelham
- Partnerzy (1971–1972; serial TV) jako lord Berett Sinclair
- Żyj i pozwól umrzeć (1973) jako James Bond, agent 007
- Człowiek ze złotym pistoletem (1974) jako James Bond
- Złoto (1974) jako Rod Slater
- Łut szczęścia (1975) jako Michael Scott
- Street People (1976) jako Ulisses
- Krzyknąć diabłu w twarz (1976) jako Sebastian Oldsmith
- Sherlock Holmes w Nowym Jorku (1977) jako Sherlock Holmes
- Szpieg, który mnie kochał (1977) jako James Bond
- Dzikie gęsi (1978) jako porucznik Shawn Flynn
- Moonraker (1979) jako James Bond
- Ucieczka na Atenę (1979) jako mjr Otto Hecht
- Akcja na Morzu Północnym (1979) jako Rufus Excalibur ffolkes
- Niedzielni kochankowie (1980) jako Harry Lindon
- Wilki morskie (1980) jako kpt. Gavin Stewart
- Wyścig armatniej kuli (1981) jako Seymour Goldfarb
- Tylko dla twoich oczu (1981) jako James Bond
- Ośmiorniczka (1983) jako James Bond
- Klątwa Różowej Pantery (1983) jako inspektor Jacques Clouseau
- Prawdziwa twarz (1984) jako dr Judd Stevens
- Zabójczy widok (1985) jako James Bond
- Strzał w dziesiątkę (1990) jako sir John Bevistock
- Śniadanie do łóżka (1992) jako Adam
- Człowiek, który nie chciał umrzeć (1995) jako Thomas Grace
- Quest (1996) jako lord Edgar Dobbs
- Spice World (1997) jako szef
- The Secret KGB UFO Abduction Files (2000) jako Roger Moore
- Wróg (2001) jako Robert Ogilvie
- Alias (2002) jako Edward Poole
- Statek miłości (2002) jako Lloyd Faversham
- The Fly Who Loved Me (2004) – Father Christmas (głos)
- Psy i koty: Odwet Kitty (2010) – Tab Lazenby (głos)
- A Princess for Christmas (2011) jako Edward, Duke of Castlebury
- Incompatibles (2013) jako Roger Moore
- The Carer (2016) jako Roger Moore
- The Saint (2017; film TV) jako Jasper

## Publikacje
W 1973 nakładem wydawnictwa Pan Books wydał książkę pt. Roger Moore as James Bond: Roger Moore’s Own Account of Filming Live and Let Die, w której opisał kulisy kręcenia filmu Żyj i pozwól umrzeć, bazując na swoim dzienniku. We wstępie książki zawarł podziękowanie dla Seana Connery’ego, z którym przyjaźnił się przez wiele lat. W październiku 2008 opublikował autobiografię pt. My Word is My Bond (w Polsce wydana w 2009 przez Wydawnictwo Albatros pt. Nazywam się Moore. Roger Moore). W październiku 2012, w związku z 50. rocznicą filmów z postacią Jamesa Bonda, wydał książkę pt. Bond On Bond, która bazuje  na jego wspomnieniach i przemyśleniach na temat agenta 007.